# تهی‌آرواره‌سوسماران
تهی‌آرواره‌سوسماران (نام علمی: Coelognathosuchia) نام یک زیرراسته از راسته تمساح‌سانان است.